# Louise Lorraine
Louise Lorraine (ur. 1 października 1902 lub 1901 w San Francisco, zm. 1981 w Sacramento) – amerykańska aktorka kina niemego.
Urodziła się w hiszpańsko-francuskiej rodzinie. U początków swojej kariery aktorskiej była komediantką w Century Studios, po przejściu do wytwórni Universal zaczęła grywać w westernach, później także w filmach akcji. W 1922 roku została odznaczona nagrodą dla młodych aktorek WAMPAS Baby Stars. W latach 1923–1928 jej mężem był aktor Art Acord. Później wyszła za Chestera Hubbarda i porzuciła aktorstwo, aby poświęcić się małżeństwu i wychowaniu swoich dwóch córek.

## Wybrana filmografia
- Neal of the Navy (1915)
- Elmo the Fearless (1920)
- Flaming Disc (1920)
- Movie Hero (1920)
- The Trigger Trail (1921)
- The Midnight Raiders (1921)
- The Knockout Man (1921)
- The Outlaw (1921)
- Double Crossed (1921)
- Valley of Rogues (1921)
- The Adventures of Tarzan (1921)
- The Fire Eater (1921)
- A Bunch of Kisses (1921)
- The Guilty Trail (1921)
- Fighting Blood (1921)
- The Danger Man (1921)
- Sea Shore Shapes (1921)
- Get-Rich-Quick Peggy (1921)
- With Stanley in Africa (1922)
- The Radio King (1922)
- The Altar Stairs (1922)
- Up in the Air About Mary (1922)
- True Blue (1922)
- The White and Yellow (1922)
- The Channel Riders (1922)
- The Cabby (1922)
- Pirates of the Deep (1922)
- The Law of the Sea (1922)
- The Gentleman from America (1923)
- The Oregon Trail (1923)
- The Stolen Ranch (1926)
- The Great Circus Mystery (1925)
- Borrowed Finery (1925)
- Exit Smiling (1926)
- The Blue Streak (1926)
- The Silent Flyer (1926)
- Winners of the Wilderness (1927)
- Rookies (1927)
- Baby Mine (1928)
- Circus Rookies (1928)
- A Final Reckoning (1928)
- Chinatown Charlie (1928)
- Shadows of the Night (1928)
- The Diamond Master (1929)
- Near the Rainbow's End (1930)
- The Jade Box (1930)
- Moonlight and Cactus (1932)